# Petr Lazar
Petr Lazar (Brno, 2 de juliol de 1976) va ser un ciclista txec que combinà la pista amb la carretera.

## Palmarès en pista
- 2005
  -  Campió de Txèquia en Persecució per equips
- 2008
  -  Campió de Txèquia en Madison

### Resultats a laCopa del Món en pista
- 2004
  - 1r a Manchester, en Madison

## Palmarès en ruta
- 2004
  - Vencedor de 2 etapes a la Volta a Grècia